# Leo Kouwenhoven
Leo Kouwenhoven (Pijnacker, 10 december 1963) is een Nederlands natuurkundige en universiteitshoogleraar aan de Technische Universiteit Delft. 

## Biografie
Kouwenhoven groeide op in Pijnacker, waar zijn ouders een boerenbedrijf hadden. Na uitgeloot te zijn voor de studie diergeneeskunde verkoos hij de studie natuurkunde aan de Technische Universiteit Delft.
In 1992 promoveerde hij cum laude aan de Technische Universiteit Delft bij Hans Mooij. Van 1992 tot 1994 was hij postdoc-student bij Paul McEuen aan de Universiteit van Californië - Berkeley. In 1999 werd hij gewoon hoogleraar aan de Technische Universiteit Delft, sinds 2008 met de titel van universiteitshoogleraar. In 2007 ontving hij de Spinozapremie. Ook is Kouwenhoven verbonden aan het Kavli Institute of Nanoscience in Delft en is de oprichter en directeur (2013) van QuTech.

### Kwantumstippen
Kouwenhoven is verantwoordelijk voor een aantal grote doorbraken in zijn vakgebied. Hij heeft onder ander zijn stempel gedrukt op het onderzoek aan zogeheten kwantumstippen (quantum dots), minuscule structuren in halfgeleidermateriaal die bijzondere kwantumeigenschappen vertonen. Samen met zijn Japanse collega Seigo Tarucha ontdekte hij dat cirkelvormige kwantumstippen een elektronische structuur hebben die lijkt op de elektronenschillen in atomen. Mogelijk kan de spin van elektronen in kwantumstippen gebruikt kan worden als 'qubits': de rekeneenheid van een (mogelijke toekomstige) kwantumcomputer.

### Majorana-deeltje
Op 12 april 2012 gaf hij bij Pauw & Witteman met behulp van duplo uitleg over zijn baanbrekende publicaties over het majorana-deeltje. In april 2012 publiceerde zijn Nederlandse onderzoeksgroep van de TU Delft onder zijn leiding experimentele resultaten die sterke aanwijzingen geven dat zij Majorana-fermionen hebben waargenomen. Het gaat hier dan niet om een elementair deeltje, maar om een zogeheten quasideeltje, een collectief van deeltjes dat zich in bepaalde opzichten als een enkel deeltje gedraagt. Deze Majorana-quasideeltjes zouden zeer stabiel kunnen zijn, en daardoor goed geschikt kunnen zijn voor het bouwen van een zogenoemde kwantumcomputer. Op 27 november 2015 gaf hij een presentatie op TEDx Amsterdam.
In 2016 stapte Kouwenhoven, met behoud van een 'nulaanstelling' als hoogleraar aan de TU Delft, over naar Microsoft om te werken aan een kwantumcomputer voor dat bedrijf. Een nieuw Quantum Lab van Microsoft in Delft onder zijn leiding werd in 2019 geopend. Een jaar eerder  was het definitieve bestaan van majorana-deeltjes bewezen in een artikel door de onderzoeksgroep van Kouwenhoven. De resultaten van het onderzoek bleken echter niet reproduceerbaar en het artikel werd in 2021 ingetrokken. In maart 2022 werd Kouwenhovens vertrek bij Microsoft bekendgemaakt.

## Persoonlijk
Kouwenhoven heeft 6 zussen en is getrouwd met Marleen Huysman.
- Gemeinsame Normdatei: 1067831134
- International Standard Name Identifier: 0000 0001 1720 6177
- Library of Congress Control Number: n97075058
- Mathematics Genealogy Project: 248028
- NARCIS: PRS1240823
- Nationale Bibliotheek van Israël: 987007379135505171
- Nederlandse Thesaurus van Auteursnamen: 097022365
- Parlement.com: vjj6lj6evbxp
- Système universitaire de documentation: 170666751
- Virtual International Authority File: 165202261
- WorldCat: E39PBJfcJp8vkyFgh7pgBpBQMP